# Acanthocoleus
Acanthocoleus là một chi rêu trong họ Lejeuneaceae.